# 566 Stereoskopia
566 Stereoskopia
566 Stereoskopia là một tiểu hành tinh vành đai chính. Nó thuộc nhóm tiểu hành tinh Cybele. Tiểu hành tinh này do Paul Götz phát hiện ngày 28.5.1905 ở Heidelberg và được đặt theo tên Stereoskopia, một máy so chớp nháy (stereo-comparator) được các nhà thiên văn học sử dụng để thăm dò các thiên thể trên các hình chụp một khu vực bầu trời vào nhiều thời gian khác nhau